# 托羅佩茨區
56°30′N 31°38′E / 56.500°N 31.633°E
托羅佩茨區（俄语：Торопецкий район），是俄羅斯的一個區，位於該國西部，由特維爾州負責管轄，面積3,373平方公里，2010年該區人口20,526，人口密度每平方公里6.09人。